# Poids-de-Fiole
Poids-de-Fiole é uma comuna francesa na região administrativa de Borgonha-Franco-Condado, no departamento de Jura. Estende-se por uma área de 6,49 km². Em 2010 a comuna tinha 339 habitantes (densidade: 52,2 hab./km²).